# SS Tuscania (1914)

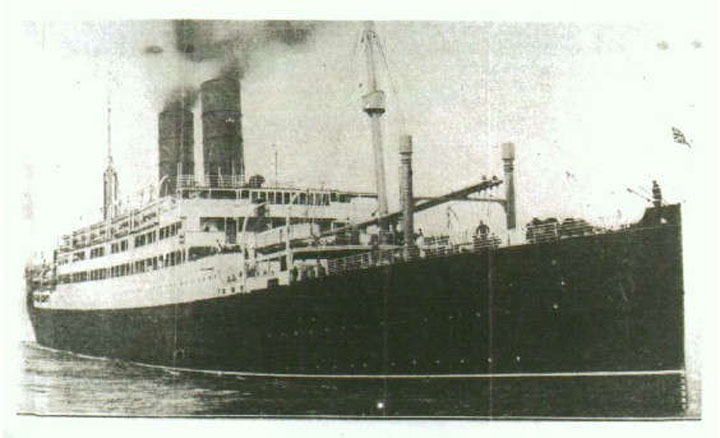
Le SS Tuscania.

Le SS Tuscania est un paquebot écossais appartenant à Anchor Line, une filiale de Cunard Line.
Il est nommé en l'honneur de la Toscane (en anglais : Tuscania) en Italie.
En 1918, le sous-marin allemand UB-77 coule le navire alors qu'il transporte des troupes américaines en Europe, entraînant la mort de 210 personnes. Leonard E. Read et Harry R. Truman en sont des survivants notables.